# Ville-en-Sallaz
Ville-en-Sallaz este o comună în departamentul Haute-Savoie din sud-estul Franței. În 2016 avea o populație de 889 de locuitori.

## Evoluția populației
| An        | 1975 | 1982 | 1990 | 1999 | 2006 | 2009 |
| --------- | ---- | ---- | ---- | ---- | ---- | ---- |
| Populație | 334  | 339  | 503  | 676  | 678  | 691  |